# Apache OpenOffice Base
Apache OpenOffice Base, in precedenza OpenOffice.org Base, è un programma di software libero, della suite Apache OpenOffice sviluppata dalla Apache Software Foundation, per la creazione di database, basato sul motore HSQLDB incorporato, di cui il modulo Base ne è l'interfaccia grafica di amministrazione.
Il suo equivalente LibreOffice Base, col lavoro del Google Summer of Code 2013 ha cominciato l'integrazione di Firebird SQL come sostituto di HSQLDB in LibreOffice.
Base tecnicamente può essere considerato dunque un RAD (Rapid Application Development), ovvero un'interfaccia grafica per lo sviluppo rapido di applicazioni destinate alla gestione di basi di dati.
Tuttavia può essere usato anche come interfaccia grafica di connessione/amministrazione verso altri database server come ad es. MySQL o PostgreSQL, previo caricamento di appositi drivers JDBC o ODBC. Dal 28 maggio 2009 è disponibile per il modulo Base l'estensione Sun Connector for MySQL, sviluppata da Oracle America, che consente di fare a meno dei driver prima menzionati per MySQL.
A partire dalla versione 2.3, Base offre la generazione di report basati sul software Pentaho.
Base punta ad assolvere le stesse funzioni ponendosi in concorrenza con Microsoft Access; tuttavia a differenza di Access diverse funzionalità di Base sono disponibili solo come estensioni installabili a parte. Essendo software gratuito non è stato sviluppato un runtime per poter utilizzare database creati con Open Office Base prescindendo dall'installazione del prodotto software OpenOffice, rendendone quindi necessaria l'installazione completa comprensiva anche della Java Virtual Machine.
Così come la suite di cui fa parte, può essere utilizzato su diversi sistemi operativi differenti, come GNU/Linux, Microsoft Windows e macOS